# جاكلين ويست
جاكلين ويست (بالإنجليزية: Jacqueline West)‏ هي مصممة أزياء تقليدية أمريكية، ولدت في القرن العشرين.

## وصلات خارجية
- جاكلين ويست على موقع IMDb (الإنجليزية)
- جاكلين ويست على موقع قاعدة بيانات الفيلم (الإنجليزية)